# Robinson Crusoe (1927.)
Robinson Crusoe je nijemi film iz 1920. koji je režirao M.A. Wetherell. Film je adaptacija dijela "Robinson Crusoe" engleskog pisca Daniela Defoa. Film je napravljen u Cricklewood i Lime Grove studiju u Londonu.

## Uloge
- M.A. Wetherell - Robinson Crusoe
- Fay Compton - Sofija
- Herbert Waithe - Petko
- Reginald Fox